# Sinupharus galatheae
Sinupharus galatheae is een tweekleppigensoort uit de familie van de Pharidae. De wetenschappelijke naam van de soort is voor het eerst geldig gepubliceerd in 1993 door Cosel.